# 穆伊斯卡联盟

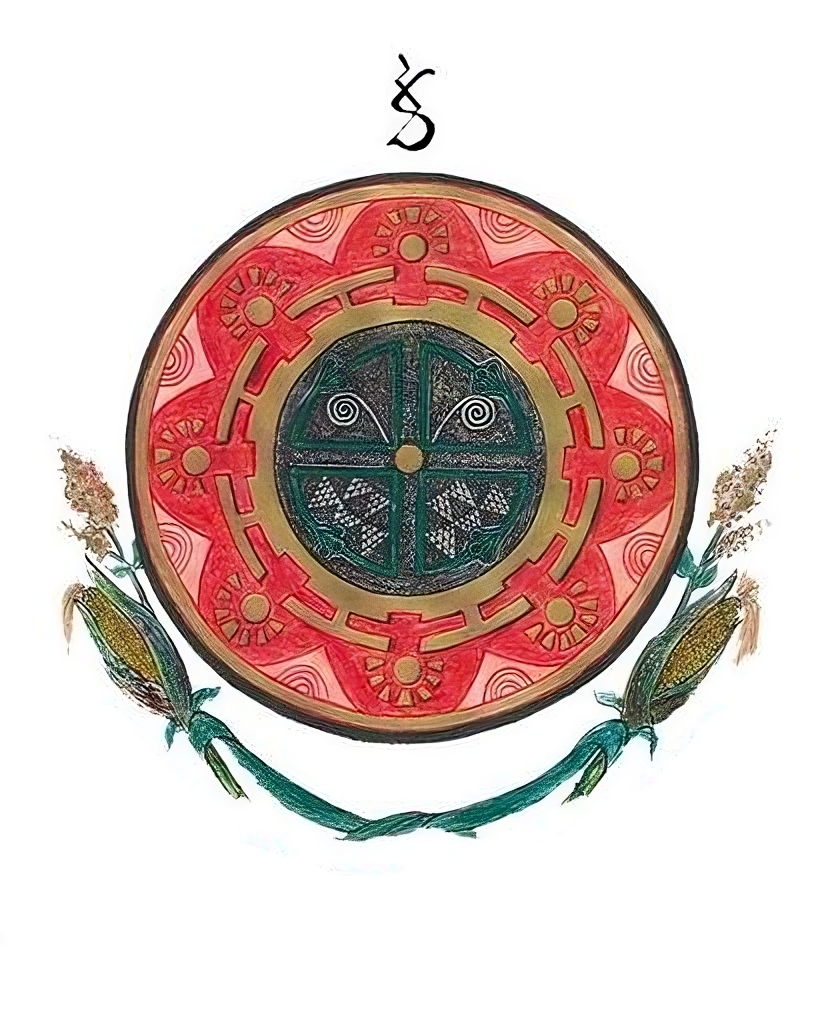
穆伊斯卡联盟旗帜

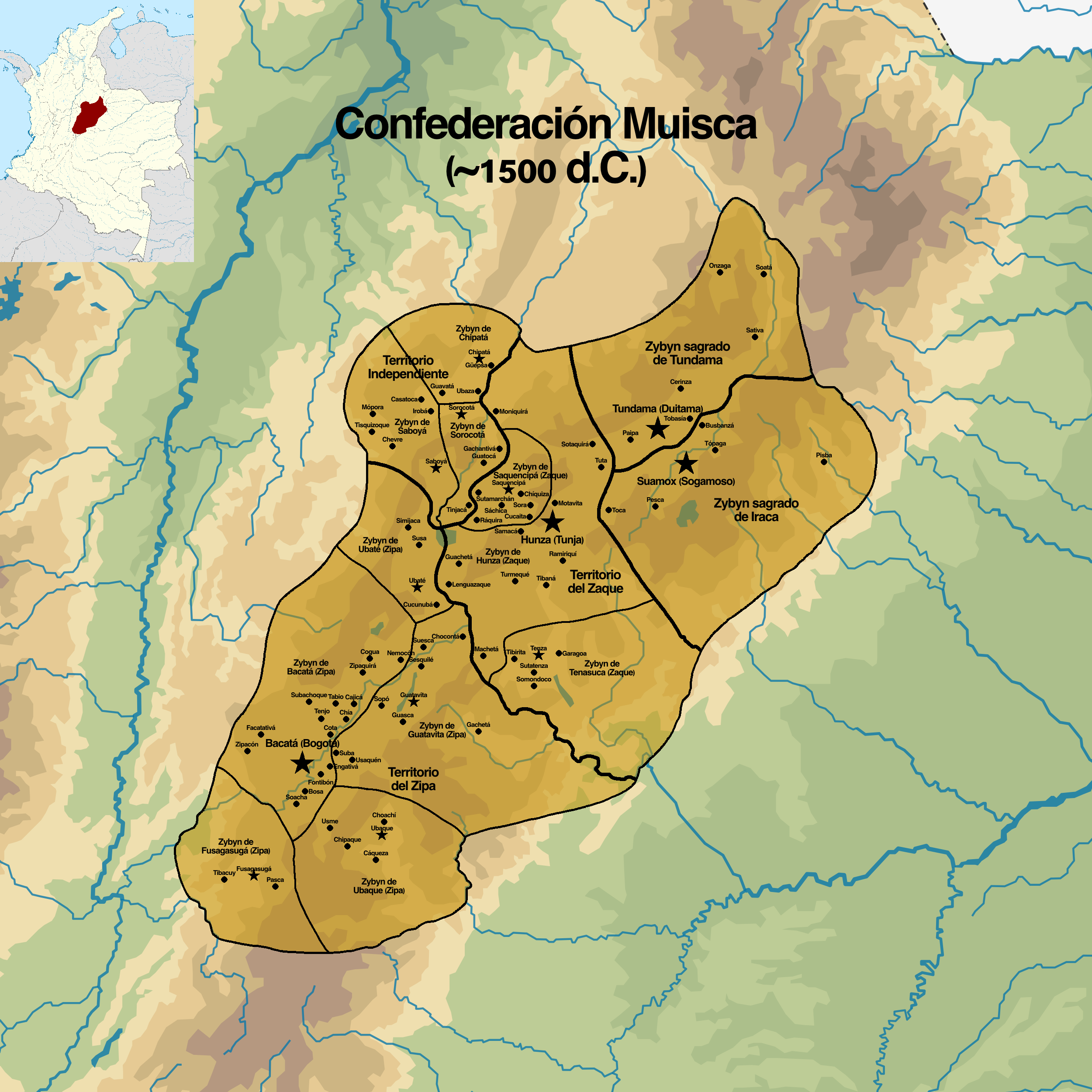
穆伊斯卡联盟的疆域。黄色部分由萨克统治，绿色部分由西帕统治；其他地区以红色标记

穆伊斯卡联盟（西班牙語：Confederación muisca；约800年—1540年）是哥伦比亚原住民族穆伊斯卡人在前哥伦布时期建立的部落联盟，由萨克、西帕、伊拉卡和通达马4个王朝组成。穆伊斯卡联盟的领土面积约有2.5万平方公里，涵盖了昆迪博亚卡高原的大部分地区，今日为哥伦比亚博亚卡省、昆迪纳马卡省和桑坦德省的辖地。
根据一些穆伊斯卡学家的研究，穆伊斯卡联盟是南美洲组织最为完善的部落联盟。